# 동아시아의 천문학
동아시아의 천문학은 한국, 중국, 일본을 중심으로 20세기 이전에 쓰였던 천문과 관련된 학문이다.

## 서적
- 왕희명, 《보천가》, 당나라 초기
- 구담실달, 《개원점경》, 당나라 중기
- 이순지, 《천문류초》, 조선초
- 이순지, 《칠정산(내.외편)》, 조선초
- 남병길, 《성경》, 조선후기

## 관련 용어
- 거극도(去極度)

천구의 북극으로부터 측정한 별까지의 각도를 의미한다.
거극도 1도는 주천도수 1도와 같은 크기이다. 즉, 거극도 91과1/4 도는 적위 0도에 해당된다.
- 주천도수

공전에 의해 태양을 기준으로 하늘의 별들이 하룻 동안에 이동하는 도수를 의미한다.
따라서, 1주(周)에 365.25도가 해당되며, 1주가 360도인 적위도 경도의 1도와는 차이가 난다.
서양의 도수는 조선 세종 때에 이순지가 도입하여 책을 저술한 바 있다.